# Campeonato Asiático de Atletismo de 2011 - Lançamento de dardo masculino
A prova do Lançamento de dardo masculino do Campeonato Asiático de Atletismo de 2011 foi disputada no dia 10 de julho de 2011 no Kobe Universiade Memorial Stadium em Kobe,  no Japão. 

## Recordes
Antes desta competição, os recordes mundiais e do campeonato nesta prova eram os seguintes:
|                       | Nome               | Nacionalidade | Distância | Local    | Data                 |
| --------------------- | ------------------ | ------------- | --------- | -------- | -------------------- |
| Recorde mundial       | Jan Železný        | Chéquia       | 98m 48cm  | Jena     | 25 de maio de 1996   |
| Recorde do campeonato | Li Rongxiang       | China         | 82m 75cm  | Colombo  | 11 de agosto de 2002 |
| Recorde asiático      | Kazuhiro Mizoguchi | Japão         | 87m 60cm  | San José | 27 de maio de 1989   |

Os seguintes recordes foram estabelecidos durante esta competição: 
| Data        | Evento | Atleta            | Nacionalidade | Distância | Notas                 |
| ----------- | ------ | ----------------- | ------------- | --------- | --------------------- |
| 10 de julho | Final  | Yukifumi Murakami | Japão         | 83m 27cm  | Recorde do campeonato |

## Medalhistas
| Ouro                    | Prata                | Bronze             |
| Yukifumi Murakami (JPN) | Park Jae-Myong (KOR) | Ivan Zaitsev (UZB) |

## Cronograma
Todos os horários são locais (UTC+9).
| Data        | Hora  | Evento |
| ----------- | ----- | ------ |
| 10 de julho | 15:30 | Final  |

## Final
A final da prova ocorreu dia 10 de julho às 15:30. 
| Posição           | Atleta            | Nacionalidade | #1    | #2    | #3    | #4    | #5    | #6    | Resultados | Notas                 |
| ----------------- | ----------------- | ------------- | ----- | ----- | ----- | ----- | ----- | ----- | ---------- | --------------------- |
| Medalha de ouro   | Yukifumi Murakami | Japão         | 77.99 | 79.85 | 80.93 | 83.27 | –     | –     | 83.27      | Recorde do campeonato |
| Medalha de prata  | Park Jae-Myong    | Coreia do Sul | 69.92 | 74.98 | 76.62 | 76.75 | 80.19 | x     | 80.19      |                       |
| Medalha de bronze | Ivan Zaitsev      | Uzbequistão   | 73.33 | 78.54 | 79.22 | 71.47 | 68.26 | 78.15 | 79.22      |                       |
| 4                 | Jung Sang-Jin     | Coreia do Sul | 73.47 | 74.12 | 74.05 | 78.65 | 77.88 | 78.63 | 78.65      |                       |
| 5                 | Chen Qi           | China         | 78.40 | 76.69 | 76.31 | 75.96 | x     | x     | 78.40      |                       |
| 6                 | Ken Aeai          | Japão         | 76.02 | 74.34 | 72.94 | x     | x     | 77.37 | 77.37      |                       |
| 7                 | Genki Dean        | Japão         | 70.19 | 73.63 | 72.08 | 76.20 | 72.52 | 7316  | 76.20      |                       |
| 8                 | Qin Qiang         | China         | 69.92 | 75.22 | 70.03 | x     | x     | 72.15 | 75.22      |                       |
| 9                 | Bobur Shokirjonov | Uzbequistão   | 69.73 | 69.81 | 65.18 |       |       |       | 69.81      |                       |
| 10                | Lakshan Dayaratne | Sri Lanka     | 68.78 | 68.04 | 68.47 |       |       |       | 68.78      |                       |
| 11                | Chao-Tsun Cheng   | Taipé Chinesa | 66.55 | 64.50 | 67.86 |       |       |       | 67.86      |                       |
| 12                | Ammar Al-Najm     | Iraque        | 64.61 | 66.71 | 67.43 |       |       |       | 67.43      |                       |
| 13                | Danilo Fresnido   | Filipinas     | 65.25 | 67.20 | 62.60 |       |       |       | 67.20      |                       |
| 14                | Khamis Al Qatiti  | Omã           | 59.41 | 59.06 | 61.22 |       |       |       | 61.22      |                       |
| 15                | Iurii Markovskii  | Quirguistão   | 50.73 | x     | x     |       |       |       | 50.73      |                       |

Legenda
| Recorde mundial       | Recorde mundial (World record)               |                       | Recorde africano                      | Recorde africano (African) |                                           | Q | Classificado por posição (Qualified) |
| Recorde do campeonato | Recorde do campeonato (Championship record)  | Recorde da América    | Recorde da América (Americas)         | q                          | Classificado por melhor tempo (Qualified) |   |                                      |
| Melhor marca do ano   | Melhor marca do ano (World leading)          | Recorde asiático      | Recorde asiático (Asian)              | DNS                        | Não largou (Did not start)                |   |                                      |
| Recorde nacional      | Recorde nacional (National record)           | Recorde europeu       | Recorde europeu (European)            | DNF                        | Não terminou (Did not finish)             |   |                                      |
| Recorde pessoal       | Recorde pessoal do atleta (Personal best)    | Recorde da Oceania    | Recorde da Oceania (Oceania)          | DSQ / DQ                   | Desclassificado (Disqualified)            |   |                                      |
| Recorde da temporada  | Recorde da temporada do atleta (Season best) | Recorde sul-americano | Recorde sul-americano (South America) | NM                         | Sem marca (No mark)                       |   |                                      |